# Krpeľany (przystanek kolejowy)
Krpeľany – przystanek kolejowy we wsi Krpeľany w kraju żylińskim na linii kolejowej nr 180 na Słowacji.